# Ala ad-Din Husayn
Pour les articles homonymes, voir Ala ad-Din.
`Ala’ ad-Dîn Husayn, appelé aussi Jahansuz (« l'incendiaire du monde »), prince de Ghor, fondateur de la dynastie ghuride d’Afghanistan en 1149. Victorieux de Bahram Chah, il rase Ghaznî de fond en comble en 1151 et chasse les Ghaznévides qui s’enfuient en Inde. Il est battu à Hérat en juin 1152 par le seldjoukide Ahmad Sanjar. Fait prisonnier, il est libéré contre une forte rançon et devient le vassal de Sanjar. Il meurt en 1161.

## Sources
- The Hutchinson Dictionary of Ancient & Medieval Warfare, par Matthew Bennett, Peter Connolly Publié par Taylor & Francis, 1998  (ISBN 978-1-57958-116-9)